# British Racing Drivers' Club

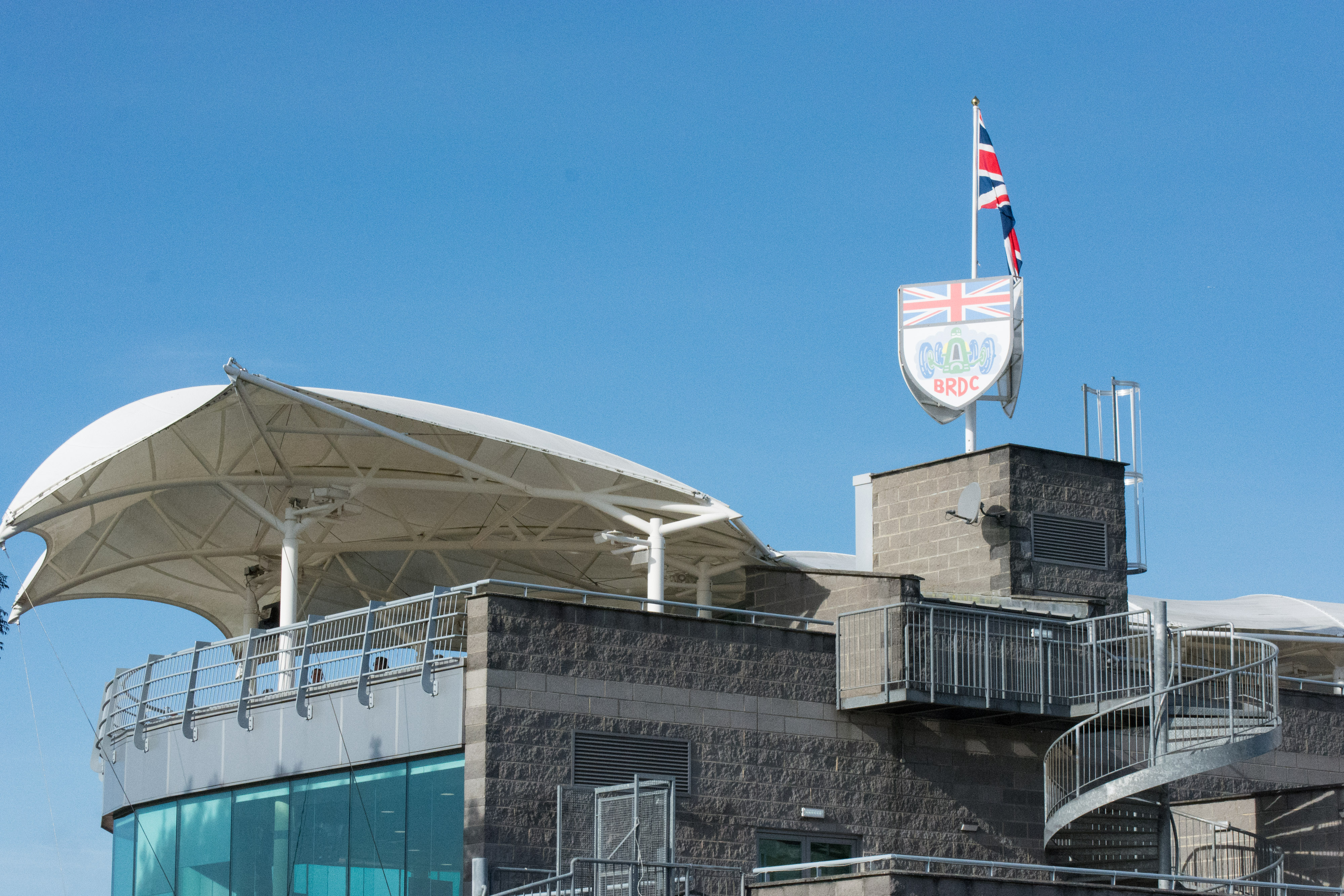
Le Clubhouse du BRDC à Silverstone.

Le British Racing Driver's Club (abrégé en BRDC) est une association qui représente les intérêts des pilotes automobiles du Royaume-Uni. Elle a été fondée en avril 1928 par Dudley Benjafield, un pilote de course britannique faisant partie des Bentley Boys.
Le BRDC est tout d'abord un club de socialisation pour Benjafield et les autres pilotes membres, mais au moment de sa création, les vingt-cinq membres du club mettent au point un ensemble d'objectifs à atteindre:
- Promouvoir les intérêts du sport automobile en général
- Fêter les réussites dans le sport automobile
- Offrir l’hospitalité aux pilotes de course venant de l'étranger
- Représenter les intérêts des pilotes britanniques courant à l'étranger

## Présidence du BRDC
En 2006, le triple champion du monde de Formule 1 Jackie Stewart quitte ses fonctions de président du BRDC. Son successeur, Damon Hill est élu à la tête de l'organisation par le conseil le 28 avril 2006. 
| Mandat      | Président                |
| ----------- | ------------------------ |
| 2011 –      | Derek Warwick            |
| 2006 – 2011 | Damon Hill               |
| 2000–2006   | Jackie Stewart           |
| 2000        | Ken Tyrrell              |
| 1993–2000   | Alexander Fermor-Hesketh |
| 1992–1993   | Innes Ireland            |
| 1964–1991   | Gerald Lascelles         |
| 1929–1964   | Francis Curzon           |
| 1928–1929   | Dudley Benjafield        |